# Toni Alcinas
Toni Alcinas (Campos, 1979. április 7. –) spanyol dartsjátékos. 2005-től 2009-ig a British Darts Organisation, majd 2009-től a Professional Darts Corporation tagja. Beceneve "The Samurai".

## Pályafutása

### BDO
Alcinas 2005 és 2009 között vett részt a BDO versenyein, ahol egyetlen nagytornás szereplése a 2008-as World Masters volt. A tornán a legjobb 24-ig sikerült eljutnia, amely a legjobb eredménye volt a BDO-nál.

### PDC
Alcinas 2010-ben már a PDC versenyein indult, ahol már első évében negyeddöntőt játszhatott egy Players Championsip állomáson Haarlemben. Ebben az évben kvalifikálni tudta magát az Európa-bajnokság-ra, ahol az első körben legyőzte Mark Walsh-t, de a második körben kiesett. Ugyanebben az évben megnyerte a Soft dartsvilágbajnokságot is. A PDC-nél első világbajnokságán 2011-ben vehetett részt, amelynek első fordulójában James Wade ellen játszott. Wade végül 3–0-ra legyőzte a spanyolt, aki így búcsúzott a tornától. A következő vb-n 2012-ben az az évi döntős Andy Hamiltonnal játszott az első fordulóban, de 3–2-es vereséget szenvedett az angoltól.
Alcinas a következő 5 világbajnokságra nem tudta kvalifikálni magát, így csak 2018-ban jutott ki újra a vb-re. Az első körben honfitársával, Cristo Reyes-szel találkozott, akit végül meglepetésre 3–1-re legyőzött. A második körben a német Kevin Münch ellen 4–1-re győzött, majd a harmadik körben már nem sikerült számára a bravúr, és 4–0-ra kikapott Darren Webster-től.

## Világbajnoki szereplései

### PDC
- 2011: Első kör (vereség  James Wade ellen 0–3)
- 2012: Első kör (vereség  Andy Hamilton ellen 2–3)
- 2018: Harmadik kör (vereség  Darren Webster ellen 0–4)
- 2019: Harmadik kör (vereség  Benito van de Pas ellen 2–4)

## Tornagyőzelmei
| PDC Challenge Tour - Challenge Tour: 2021 | - Soft Tip NDA World Championship: 2010 - Spain National Championships: 2009 - Spanish Federation Cup: 2005 |